# Longitarsus erro
Longitarsus erro är en skalbaggsart som beskrevs av Horn 1889. Longitarsus erro ingår i släktet Longitarsus och familjen bladbaggar. Inga underarter finns listade i Catalogue of Life.